# Vostok-1K No.1
Vostok-1K No.1 foi a quinta espaçonave da série Sputnik. Um protótipo da nave Vostok (sem uma numeração devido a perda do veículo na parte inicial do voo), que foi usada no primeiro voo tripulado. Foi lançada no dia 28 de julho de 1960 com os cães Bars e Lisichka.

## Detalhes
Após o sucesso da Korabl-Sputnik 1, apesar de a nave ter ficado em órbita, foi autorizado o lançamento de uma versão completa da Vostok e uma equipe de engenheiros liderada por Boris Chertok atestou que a nave estava mais preparada que a primeira versão.
Os animais e outros organismos foram armazenados num container pressurizado em formato de pílula que era capaz de ser ejetado ao final da missão, como as futuras naves tripulações.
Na metade de julho de 1960 havia dois veículos configurados para carregarem cães sendo preparados, com um já em Tiuratam. Para este voo, os médicos da Força Aérea escolheram dois animais, com Lisichka se tornado a favorita de Sergei Korolev. O objetivo principal da missão era testar a descida e resgate da nave.
O foguete decolou de Tiuratam no dia 28 de julho de 1960, às 12h31min, Hora de Moscou. Quando ele estava começando a se inclinar no azimute correto poucos segundos após o lançamento, um dos propulsores foi aparentemente desviado por uma grande explosão e o veículo destruído. Apesar da violência da explosão, a cápsula foi lançada da bola de fogo e caiu ao lado da estação de rastreio Signal-Yupiter. Porém, devido a violência do impacto, a cápsula se rachou e os animais morreram.

## Causa
O comitê de investigação determinou que a causa mais provável da perda do veículo foi a destruição da câmara de combustão no bloco lateral devido a vibrações de alta frequência. De acordo com Boris Chertok, o evento fez com que os engenheiros do OKB-1 acelerassem a produção de um sistema de escape no lançamento e que o motivo da desintegração nunca foi totalmente estabelecido.

## Reações
A ocorrência foi um segredo de estado pela maior parte da Guerra Fria, porém, uma sequência de imagens do foguete se erguendo da plataforma de lançamento foi liberada após o voo de Yuri Gagarin, fazendo com que muitos acreditassem que a cena se tratasse do lançamento da Vostok 1. O evento só foi tornado público em 1986 na obra Kosmonaut No. 1, de Yaroslav Golovanov.